# Medfödd
Medfödd, kongenital eller utvecklingsbetingad är begrepp inom sjukvården/medicinen som innebär att en skada eller funktionsnedsättning har orsaker i personens tidiga utveckling, till exempel under graviditetsperioden. Exempel är:
- Genetiskt orsakade tillstånd som Downs syndrom
- Fosterskador och missbildningar som LKG
- Andra svårigheter av okänt ursprung som ADHD

Många tillstånd som utvecklas under unga år kan ha en medfödd komponent, en disposition för en funktionsnedsättning, medan funktionsnedsättningens omfattning påverkas av faktorer i barnets miljö.
Har en skada tillkommit senare i livet kallas den förvärvad.